# José Manuel Barroso
José Manuel Durão Barroso (Lisabon, 23. ožujka 1956.), portugalski političar, bivši predsjednik Europske komisije.  Bio je predsjednik portugalske vlade od 6. travnja 2002. do 29. lipnja 2004. godine, kada je odstupio s te dužnosti, jer je bio imenovan za predsjednika Europske komisije. Europski parlament formalno ga je potvrdio 22. srpnja, a na dužnost je stupio 1. studenog 2004., preuzevši tu dužnost od dotadašnjeg predsjednika Romana Prodija. Međutim, njegova Komisija stvarno je počela s radom tek 22. studenog 2004. pa do 1. studenog 2014. godine, jer Parlament nije želio potvrditi sve njegove kandidate za europske povjerenike njegove Komisije (prije svega problem je bio Rocco Buttiglione).
José Manuel Barroso oženjen je Margaridom Sousa Uvaom, s kojom ima tri sina: Luísa, Guilhermea i Franciscao. Uz materinji portugalski, govori još i engleski te francuski jezik.

## Akademska karijera
Baroso je diplomirao pravo na Sveučilištu u Lisabonu, a magistrirao je ekonomske i društvene znanosti na Sveučilištu u Ženevi. Svoj akademski put je nastavio kao docent na Pravnom fakultetu Sveučilišta u Lisabonu i na odsjeku za politologiju Sveučilišta u Georgtownu (Washington, SAD). Po povratku u Lisabon je postao direktor odjela za međunarodne odnose na Sveučilištu Lusíada.

## Politička karijera
Barroso je postao politički aktivan još u studentskim danima, prije Karanfilske Revolucije 25. travnja 1974. Bio je jedan od vođa maoističke i komunističke Portugalske radničke komunističke stranke. Kasnije se pridružio Stranci socijaldemokrata, stranci desnog centra (1980.), čiji je i danas član.
1985. godine imenovan je državnim podtajnikom za vanjske poslove, za vrijeme vlade premijera Cavaco Silve. 1987. postao je članom te vlade kao državni tajnik za vanjske poslove i suradnju (ministar vanjskih poslova), te je na toj dužnosti ostao do 1992. godine, kada je njegova dužnost preimenovana, te je do poraza svoje stranke na izborima 1995. bio ministar vanjskih poslova. 
Kao član oporbe, na izborima 1995. izabran je u Skupštinu Republike (portugalski parlament), gdje je bio predsjednik odbora za vanjsku politiku. 1999. izabran je za predsjednika stranke, a u skladu s time postao je vođom oporbe. Na parlamentarnim izborima 2002. godine njegova stranka dobila je dovoljno zastupničkih mjesta da, zajedno s Portugalskom narodnom strankom, sastavi koalicijsku vladu. Baroso je postao predsjednikom te koalicijske vlade. Kao premijer, suočen s rastućim proračunskim deficitom, donio je teške odluke i prihvatio stroge reforme. Godine 2003. podupirao je invaziju Iraka, kojoj su se mnogi Portugalci protivili, ali je i smanjio javnu potrošnju.
U lipnju 2004. Vijeće EU konsenzusom ga je imenovalo predsjednikom Komisije. Europski parlament potvrdio ga je s 413 glasova "za" naspram 251 glas "protiv" (47 ih je bilo suzdržanih). Dužnost predsjednika Europske komisije prestao je obnašati na početku studenog 2014. godine.